# Avatha ethiopica
Avatha ethiopica är en fjärilsart som beskrevs av George Francis Hampson 1913. Avatha ethiopica ingår i släktet Avatha och familjen nattflyn. Inga underarter finns listade i Catalogue of Life.